# شیوه‌های بلاغی
شیوه‌های بلاغی (به انگلیسی: rhetorical modes) که با عنوان شیوه‌های گفتمان نیز شناخته می‌شوند، طبقه‌بندی گسترده‌ای از انواع اصلی نگارش رسمی و آکادمیک (از جمله سخنرانی عمومی) با هدف بلاغی (متقاعدکنندگی) آن‌ها در روایت، توصیف، بیان و استدلال است. اولین بار ساموئل پی نیومن در یک سیستم عملی بلاغی در سال ۱۸۲۷، علی‌رغم انتقادهایی که از قدرت توضیحی این طبقه‌بندی‌ها برای نوشتارهای غیرمدرسه‌ای می‌شود، بر روی شیوه‌های گفتمان که مدت‌ها بر آموزش نوشتن در ایالات متحده و به‌ویژه طراحی ارزیابی‌های نوشتاری تأثیر گذاشته است کوشش نمود.

## تعاریف
تعاریف مختلفی از شیوه‌ها برای انواع مختلف نوشتار اعمال می‌شود.
کریس بالدیک شیوه را به‌عنوان یک اصطلاح انتقادی نامشخص تعریف می‌کند که نوعی روش، حالت یا شیوه ادبی گسترده اما قابل شناسایی را مشخص می‌کند که منحصراً به یک فرم یا ژانر خاص مرتبط نیست. برای مثال می‌توان به شیوه طنز، کنایه، کمیک، ادبیات شبانی و ادبیات تعلیمی اشاره کرد.
فردریک کروس از این اصطلاح به‌معنای نوعی مقاله استفاده می‌کند و آن‌ها را به چهار نوع تقسیم می‌کند که مربوط به چهار کارکرد اساسی نثر است: روایت یا گفتن. شرح یا تصویرسازی؛ توضیح یا توصیف؛ و استدلال یا اقناع.
سوزان انکر بین نه حالت مختلف تألیف تمایز قائل می‌شود: روایت یا نوشتن که داستان‌سرایی می‌‌کند. تصویر یا نوشته‌ای که مثال‌هایی ارائه می‌کند. توصیف یا نوشته‌ای که تصاویر را در کلمات ایجاد می‌کند. تجزیه و تحلیل فرآیند یا نوشتنی که توضیح می‌دهد که چگونه اتفاق رخ می‌دهد. طبقه‌بندی یا نوشته‌ای که چیزها را به گروه‌ها دسته‌بندی می‌کند. تعریف یا نوشته‌ای که معنی چیزی را بیان می‌کند. مقایسه و تضاد یا نوشته‌ای که شباهت‌ها و تفاوت‌ها را نشان می‌دهد. علت و معلول یا نوشته‌ای که دلایل یا نتایج را توضیح می‌دهد. و استدلال یا نوشته‌ای که متقاعد می‌کند.
هر شیوه داستان‌نویسی اهداف و قراردادهای خاص خود را دارد. ایوان مارشال، نویسنده ادبی، پنج حالت مختلف داستان‌نویسی را بیان می‌کند: کنش، خلاصه، گفتگو، احساسات یا افکار، و پس‌زمینه. جسیکا پیج مورل، نویسنده و معلم نویسندگی، شش حالت ارائه را برای داستان‌نویسی فهرست می‌کند: کنش، نمایش، توصیف، گفتگو، خلاصه و انتقال. نویسنده پیتر سلگین به شیوه‌هایی اشاره می‌کند که شامل این شش روش است: کنش، گفتگو، افکار، خلاصه، صحنه و توصیف.

## نگارش روایی
هدف از روایت بیان یک داستان یا روایت یک رویداد یا مجموعه‌ای از حوادث است. این حالت نوشتن اغلب از ابزارهای نوشتن توصیفی (نگاه کنید به زیر) و توضیح استفاده می‌کند. روایت یک ابزار مفید مخصوصاً برای توالی یا قرار دادن جزئیات و اطلاعات در نوعی نظم منطقی و زمانی است. کار بر روی روایت به ما کمک می‌کند توالی‌های واضح و جدا از شیوه‌های های دیگر را ببینیم.
یک مقاله روایی اتفاقی را بازگو می‌کند. این که چیزی می‌تواند به کوچکی یک تجربه شخصی جزئی یا به بزرگی یک جنگ باشد، و لحن راوی می‌تواند صمیمی و معمولی یا بی‌طرفانه، عینی و جدی باشد، ناگزیر بخش خوبی از روایت را توصیف می‌کند. اما یک مقاله روایی در تأکید بر زمان و ترتیب با مقاله توصیفی تفاوت دارد. مقاله‌نویس تبدیل به داستان‌نویس می‌شود و مشخص می‌کند که یک سری رویدادهای مرتبط کی و به چه ترتیبی اتفاق افتاده است.
دقیقاً از همان دستورالعمل‌هایی که برای یک مقاله توصیفی یا روایی وجود دارد می‌توان برای پاراگراف توصیفی یا روایی استفاده کرد. یعنی چنین پاراگرافی باید واضح ودقیق باشد، به‌طوری که جزئیات به چیزی بیش از مشاهدات تصادفی تبدیل شود.
نمونه‌هایی از نگارش روایی عبارتند از:
- حکایت لطیفه‌وار
- خودزندگی‌نامه
- زندگی‌نامه
- رمان
- تاریخ شفاهی
- داستان کوتاه
- سفرنامه

## نگارش توصیفی
هدف از توصیف، بازآفرینی، اختراع، یا ارائه بصری یک شخص، مکان، رویداد یا عمل است تا خواننده بتواند آنچه را که توصیف می‌شود به تصویر بکشد. نگارش توصیفی را می‌توان در سایر شیوه‌های بلاغی یافت.
نمونه‌هایی از نگارش توصیفی عبارتند از:
- دفتر خاطرات روزانه
- شعر

## نگارش تشریحی
نگارش تشریحی نوعی نوشتار است که هدف آن توضیح یا اطلاع‌رسانی به مخاطب در باره یک موضوع است. نگارش تشریحی یکی از چهار حالت رایج بلاغی به‌حساب می‌آید.
هدف از نگارش تشریحی توضیح و تحلیل اطلاعات با ارائه یک ایده، شواهد مرتبط و بحث مناسب است. در زمینه‌های روایی (مانند تاریخ و داستان)، توصیف اطلاعات پس‌زمینه‌ای برای آموزش یا سرگرمی فراهم می‌کند. در سایر زمینه‌های غیرداستانی هدف آموزش و اطلاع‌رسانی است.
نمونه‌هایی از نگارش تشریحی عبارتند از:
- تجارت
  - نامه‌های اداری
  - گزارش‌ها
  - بیانیه‌های مطبوعاتی
- روزنامه‌نگاری
  - انشاها، مانند دستورالعمل‌ها
  - مقاله خبری
- شخصی
  - نامه‌های شخصی
  - وصیت‌نامه
- علمی و فنی
  - نگارش علمی
    - گزارش‌های فنی
    - مقالات نشریه‌های علمی

  - نگارش آکادمیک
    - مقالات ترم
    - کتاب‌های درسی
    - آثار مرجع عمومی
      - مقالات دانشنامه‌ای

  - نگارش فنی
    - راهنمای کاربر
    - استانداردهای فنی

## نگارش استدلالی
استدلال ادعایی است که برای حمایت یا تشویق مخاطب به سمت باور به یک ایده خاص مطرح می‌شود. در زندگی معمولی، به بحث بین افرادی که دو یا چند طرف مخالف یک موضوع را نمایندگی می‌کنند نیز اشاره دارد. اغلب به صورت شفاهی انجام می‌شود و یک بحث شفاهی رسمی بین دو طرف یک بحث است.
هدف از استدلال اثبات اعتبار یک ایده یا دیدگاه با ارائه دلیل، بحث و استدلال صحیح برای متقاعد کردن کامل خواننده است. نگارش استدلالی با هدف ترغیب خواننده به انجام نوعی عمل است.
نمونه‌هایی از نگارش استدلالی عبارتند از:
- تبلیغ‌نویسی
- بررسی‌های انتقادی
- نقدنویسی
- سرمقاله
- نامه برای درخواست کار
- ارزیابی شغل
- توصیه‌نامه
- نامه‌هایی به سردبیر
- رزومه

زمانی که موضع یک مقاله‌نویس به‌طور ضمنی بیان نمی‌شود، بلکه آشکارا گفته می‌شود، نگارش استدلالی است. یک نگارش ‌استدلالی صرفاً تلاشی مستدل برای پذیرفته شدن نظرات شخص است. ایده آل این است که شواهدی ارائه شود که به‌قدری آشکار به موضع فرد اشاره می‌کند که فرد بتواند نسبت به کسانی که خلاف آن را باور دارند، مدنی و حتی سخاوتمند رفتار کند.
یکی دیگر از اشکال نگارش استدلالی، استفاده از شوخی یا طنز برای بیان نکته‌ای در مورد جنبه‌ای از زندگی یا جامعه است. شاید مشهورترین نمونه، پیشنهاد مؤدبانه جاناتان سوییفت باشد.